# Sikorsky Firefly
Il Sikorsky Firefly è un elicottero elettrico costruito per scopi di ricerca dall'azienda americana Sikorsky Aircraft. È stato definito come il "primo elicottero completamente elettrico" del mondo. Il Firefly deriva dal Sikorsky S-300C al quale è stato sostituito il motore endotermico con uno elettrico e due pacchi di batterie agli ioni di litio. L'elicottero può trasportare solo il pilota e ha un'autonomia di 10-15 minuti. La sua velocità massima è di 80 nodi (148 km/h).
Sikorsky ha annunciato il progetto il 19 Luglio 2010 alla Mostra internazionale e esposizione di volo di Farnborough nel Regno Unito e l'ha mostrato la prima volta all'Experimental Aircraft Association's AirVenture ad Oshkosh, Wisconsin il 26 Luglio. Si prevedeva che l'elicottero avrebbe effettuato il suo primo volo alla fine del 2010 o all'inizio del 2011. Il progetto è stato ispirato dall'osservazione delle auto elettriche.

## Modifiche del Sikorsky S-300C
Il Firefly è stato creato sostituendo il motore dell'elicottero leggero S-300C, che è stato utilizzato per quasi mezzo secolo, durante il quale ne sono stati costruiti più di 3 000. Il motore Lycoming, a 4 cilindri dalla cilindrata di 5,9 litri e la potenza di 190 cavalli è stato sostituito con un motore elettrico, un nuovo attacco motore e due pacchi batteria situati su ciascun lato del pilota. Il controllo del rotore, la trasmissione e altri sistemi sono rimasti sostanzialmente invariati.
Se l'elicottero perde potenza, può andare in autorotazione e atterrare in sicurezza. Il pilota viene avvisato in molteplici modi se le batterie si scaricano durante il volo.

## Motore elettrico e batterie
Il motore elettrico ad alta efficienza è alimentato da due batterie da 45 Ah agli ioni di litio, ciascuna delle quali pesa 265 kg. I pacchi batteria, prodotti da Gaia Power Technologies, hanno un totale di 300 celle e producono circa 370 volt. Il motore elettrico dovrebbe volare con molto meno rumore, emissioni e vibrazioni e richiedere periodi di manutenzione più brevi. Il motore elettrico e il sistema di controllo pesano 81 kg. Il peso a vuoto è vicino al peso massimo al decollo che è di 2 050 kg. Le batterie, il motore e i componenti elettronici sono raffreddati ad aria e le batterie hanno una durata di 15 minuti.